# 赤竹
赤竹（学名：Sasa longiligulata）为禾本科赤竹属下的一个种。